# David Bamford
David Phillip Bamford (* 29. März 1976 in Melbourne) ist ein australischer Badmintonspieler.

## Karriere
David Bamford nahm 2000 im Herrendoppel mit Peter Blackburn und im Mixed mit Amanda Hardy an Olympia teil. In beiden Disziplinen unterlag er im Auftaktmatch und wurde somit zweimal 17. in der Endabrechnung. Erfolgreicher war er 1997 und 1998 bei den Australian International und 1997 und 1999 bei der Ozeanienmeisterschaft, wo er jeweils siegreich war.

## Sportliche Erfolge
| Saison | Veranstaltung            | Disziplin    | Platz | Name                             |
| ------ | ------------------------ | ------------ | ----- | -------------------------------- |
| 1997   | Australian International | Herrendoppel | 1     | David Bamford / Peter Blackburn  |
| 1997   | Ozeanienmeisterschaft    | Herrendoppel | 1     | David Bamford / Peter Blackburn  |
| 1998   | Australian International | Herrendoppel | 1     | David Bamford / Peter Blackburn  |
| 1998   | Auckland International   | Herrendoppel | 1     | David Bramford / Peter Blackburn |
| 1999   | Ozeanienmeisterschaft    | Herrendoppel | 1     | David Bamford / Peter Blackburn  |
| 1999   | Ozeanienmeisterschaft    | Mixed        | 2     | David Bamford / Amanda Hardy     |
| 1999   | Waikato International    | Herrendoppel | 1     | David Bamford / Peter Blackburn  |
| 1999   | Auckland International   | Herrendoppel | 1     | David Bamford / Peter Blackburn  |
| 1999   | Auckland International   | Mixed        | 1     | David Bamford / Amanda Hardy     |
| 2000   | Olympia                  | Herrendoppel | 17    | David Bamford / Peter Blackburn  |
| 2000   | Olympia                  | Mixed        | 17    | David Bamford / Amanda Hardy     |